# Taylor Wessing
Taylor Wessing ist eine internationale Wirtschaftskanzlei mit über 1250 Rechtsanwältinnen und Rechtsanwälten in 27 Büros an insgesamt 17 Standorten.
In Deutschland ist die Kanzlei als Partnerschaftsgesellschaft nach deutschem Recht organisiert und in Berlin, Düsseldorf, Frankfurt, Hamburg und München tätig. Im Geschäftsjahr 2016 erwirtschaftete die Kanzlei in Deutschland mit rund 310 Volljuristen einen Jahresumsatz von etwa 133,5 Millionen Euro.

## Geschichte
Am 1. September 1873 eröffneten Hermann May und Alfons Mittelstrass eine gemeinsame Kanzlei in der Hamburger Innenstadt an der Adresse Hohe Bleichen 31, hauptsächlich zur rechtlichen Beratung Hamburger Kaufleute. Erst in den 1960er Jahren kam es zu einem nennenswerten Wachstum. Der damalige Kanzleiinhaber Günter von Berenberg-Gossler nahm erstmals mehrere weitere Anwälte als Partner auf. 1960 waren es sechs Partner, jedoch noch keine angestellten Anwälte.
1926 hatte Rüdiger Graf von der Goltz in Stettin eine Anwaltskanzlei gegründet, die er 1933 in Berlin fortsetzte. Nach dem Zweiten Weltkrieg verlegte er sie nach Düsseldorf und nahm 1954 Kurt Wessing als Partner auf. Unter dem Namen Graf von der Goltz, Wessing & Partner wuchs die Sozietät stetig.
In München gründeten 1975 die Rechtsanwälte Zimmermann, Reimer, Hohenlohe eine Kanzlei. Diese firmierte später als Zimmermann, Hohenlohe, Sommer, Rojahn und war vor allem auf dem Gebiet des gewerblichen Rechtsschutzes tätig.
Ende der 1980er Jahre fiel aufgrund veränderter Rechtsprechung das Verbot, sich überörtlich zusammenzuschließen. Die drei Sozietäten Berenberg-Gossler & Partner, Graf von der Goltz Wessing & Partner und Zimmermann Hohenlohe Sommer Rojahn schlossen sich als eine der ersten deutschen Sozietäten 1989 überörtlich zusammen.
Zum 1. Januar 1993 fusionierte die Kanzlei mit der Frankfurter Kanzlei Lange & von Braunschweig. Sie hieß nun Wessing Berenberg-Gossler Zimmermann Lange.
1996 stießen die Partner der Sozietät Harnischfeger-Ksoll Lenz & Partner zum Münchener Büro. Sie brachten auch ihr Chinageschäft mit ein und eröffneten als eine der ersten deutschen Kanzleien 1996 ein Büro in Shanghai, das mit inzwischen über 10 Anwälten zu den führenden deutschen Anwaltsbüros in China zählt. 1996 ergänzte die Frankfurter Sozietät Schreiber & Knufinke den Frankfurter Standort. 1999 kam es in Frankfurt zum Zusammenschluss mit Aretz Schmalz Weber Böning. 2000 folgte in Hamburg die Fusion mit Curschmann Rechtsanwälte.
1998 schloss sich eine Gruppe junger Berliner Anwälte um Rüdiger von Hülst und Felix Greuner der Kanzlei Wessing-Berenberg Gossler Zimmermann Lange an. Gemeinsam mit den schon für die Sozietät in Berlin um Konstantin Graf Lambsdorff tätigen Anwälten und dem ebenso hinzugekommenen Mario Ohle bauten sie das Berliner Büro weiter auf.
Zeitgleich drängten zunehmend ausländische Kanzleien auf den deutschen Markt, deutsche Kanzleien wurden zunehmend von ihnen absorbiert. Erste Schritte hin zur Internationalisierung wurden mit Netzwerken in Brüssel und Alicante unternommen. Die Mehrheit der Partner entschied sich 2001 für die Strategie, eine europäische, industriefokussierte und partnergeführte Kanzlei entstehen zu lassen.
2002 erfolgte die Fusion von Wessing mit der britischen Kanzlei Taylor Joynson Garrett.
2003 suchte eine Gruppe französischer Kollegen um Arnaud de Senilhes nach einem internationalen Umfeld für den Aufbau einer Kanzlei in Paris und so erfolgte die Eröffnung des Pariser Büros.
2005 erfolgte die Erweiterung des Brüsseler Büros, in dem Taylor Wessing neben der Beratung im EU-Recht auch im belgischen Recht berät.
2008 eröffnete Taylor Wessing ein weiteres Büro in Peking. Seit Mai 2012 ist Taylor Wessing zudem eine Fusion mit der österreichischen Kanzlei ENWC Natlacen Walderdorff Cancola eingegangen.

## Organisation
Taylor Wessing gliedert sich neben rechtlichen Praxisgruppen auch in Branchen- und geographische Gruppen.
Die Praxisgruppen sind: Arbeitsrecht, Bank- & Finanzrecht, Competition, EU & Trade, Corporate, Handels- und Vertragsrecht, Informationstechnologie/Telekommunikation, Kapitalmarktrecht, Litigation & Dispute Resolution, Logistik und Transport, Patentrecht, Pharmarecht, Planungs- und Umweltrecht, Private Clients, Projects, Immobilienwirtschaft, Insolvenzrecht, Restrukturierung, Steuerrecht, Markenrecht, Urheber- und Medienrecht.

## Profil
Die Kanzlei berät Unternehmen in Fragen des nationalen und internationalen Wirtschaftsrechts. Darüber hinaus begleitet die Kanzlei Unternehmen in Schwellenländer wie China, Indien und Brasilien. Durch ein internationales Netzwerk von Partnerkanzleien ist Taylor Wessing auch in Regionen aktiv, in denen keine eigenen Büros unterhalten werden, zum Beispiel in den USA und in Japan.
Die Zielgruppe der Kanzlei sind Unternehmen aus den Branchen Markenrecht, Energiewirtschaft, Immobilienwirtschaft, Biowissenschaften und Gesundheit, Informationstechnik, Medien und Telekommunikation sowie Finanzdienstleistung.

## Kritik
Als die Kanzlei im März 2020 aufgrund der Corona-Krise deutschlandweit allen wissenschaftlichen Mitarbeitern kündigte, sorgten die Art und die Begründung dieses Umgangs mit dem Nachwuchs in den sozialen Netzwerken für Unmut und Unverständnis.